# رئيس المجلس الأوروبي
رئيس المجلس الأوروبي هو الشخص الذي يرأس ويقود عمل المجلس الأوروبي، وهو المؤسسة التي تجمع رؤساء دول أو رؤساء حكومات البلدان السبع والعشرين الأعضاء في الاتحاد الأوروبي. وللرئيس أيضا دور في تمثيل الاتحاد الأوروبي في العالم.
المادة 15 من معاهدة الاتحاد الأوروبي (في نسخته الموحدة للمعاهدة لشبونة) قضت بأن المجلس الأوروبي ينتخب رئيسه لمدة عامين ونصف، مع إمكانية التجديد مرة واحدة. لتعيينه وإقالته يتطلب توفر أغلبية مؤهلة في المجلس.
من 1975 إلى 2009، كان مركز رئيس المجلس الأوروبي غير رسمي يشغله رئيس الدولة أو رئيس حكومة الدولة العضو التي تتولى رئاسة مجلس الاتحاد الأوروبي.
أول رئيس، هو البلجيكي هيرمان فان فيمبوي. تم اختياره في 19 نوفمبر 2009 وتم تعيينه رسمياً مع بدء تطبيق معاهدة لشبونة في 1 ديسمبر 2009. وكان من المقرر أن يتولى مهامه في نفس اليوم إلا أنه فضَّل أن تستكمل السويد فترة الرئاسة (ستة أشهر). لذلك بدأ شغل المنصب فعليا ابتداء من 1 يناير 2010. انتهت ولايته الأولى في 31 مايو 2012 وجددت لفترة ثانية في اجتماع المجلس الأوروبي يومي 1 و 2 مارس 2012.
ثم تم تعيين دونالد توسك رئيساً رسمياً للمجلس أعتبارا من 1 ديسمبر 2014، وهو سياسي بولندي، ورئيس وزراء بولندا سابق من 16 نوفمبر 2007 حتى 22 سبتمبر 2014. استلم شارل ميشيل رئاسة المجلس الأوروبي اعتبارا من 1 ديسمبر 2019 خلفاً لدونالد توسك.

## نبذة تاريخية
عُقد أول اجتماع لجميع رؤساء دول أو رؤساء حكومات الدول الأعضاء في الاتحاد الأوروبي في عام 1961 كقمة غير رسمية، ولم يأخذ طابعًا رسميًا حتى عام 1974، عندما أطلق عليه الرئيس الفرنسي آنذاك فاليري جيسكار ديستان اسم «المجلس الأوروبي». استندت رئاسة المجلس الأوروبي إلى رئاسة مجلس الاتحاد الأوروبي، واستضافته الدولة العضو التي تتولى رئاسة المجلس بالتناوب كل ستة أشهر. ولأن المجلس الأوروبي يضمّ قادة الدول، كان يرأسه رئيس دولة أو رئيس حكومة الدولة التي تتولى رئاسة مجلس الاتحاد الأوروبي.

## منصب دائم
حدّد الدستور الأوروبي الذي صاغته الاتفاقية الأوروبية «رئيس المجلس الأوروبي» منصبًا دائمًا. رُفض الدستور من قبل الناخبين في دولتين من الدول الأعضاء في أثناء التصديق ولكن أُبقي على التعديلات المنشودة لرئاسة المجلس الأوروبي في معاهدة لشبونة التي دخلت حيز التنفيذ في 1 ديسمبر 2009.
كان من المتوقع أن يحدّد الرئيس الأول دور شاغلي المنصب في المستقبل، إذ لم يكن هناك فكرة واضحة عن كيفية تطور هذا المنصب. من الأفكار التي طُرحت أن يلتزم الرئيس بالدور الإداري على النحو المحدد في المعاهدة، وهو حامل الراية الذي يرأس الاجتماعات ويضمن حسن سير المؤسسة وسياساتها. هذا من شأنه أن يستقطب القادة شبه المتقاعدين الذين يسعون إلى بلوغ قمة مسيرتهم المهنية، ويترك معظم العمل للمفوضية بدلًا من ممارسة السلطة داخل المؤسسات. وتصوّر رأي آخر أن يؤدي الرئيس دورًا فعالًا داخل الاتحاد وأن يكون متحدّثًا باسمه خارجه. ومن ثم سيتم تأسيس المنصب حالًا -وفقًا للمروجين- ليكون «رئيسًا لأوروبا» بحكم الواقع، وسيُعد على عكس النمط الأول متحدثًا باسم الاتحاد الأوروبي على مستوى العالم. وسيكون الأشخاص المرتبطون بهذا المنصب قادة أكثر تأثيرًا. أشار تعيين هيرمان فان رومبوي إلى الرغبة في رؤية النمط الأول للرئيس.
لا تحدِّد معاهدة لشبونة عملية الترشح لمنصب رئيس المجلس، وفي البداية اقتُرح عدد من المرشحين الرسميين وغير الرسميين. في اجتماع المجلس الأوروبي الأخير بشأن المعاهدة في لشبونة، في 19 نوفمبر 2007، أثار الرئيس الفرنسي نيكولا ساركوزي التكهنات العامة بشأن المرشحين باختيار توني بلير وفيليبي غونثاليث وجان كلود يونكر، والإشادة بالثلاثة باعتبارهم مرشحين جديرين ولا سيما بلير المرشّح المتصدّر لهذا المنصب منذ فترة طويلة. ومع ذلك، واجه معارضة واسعة النطاق لأنه من دولة كبيرة خارج منطقة اليورو ومنطقة شنغن بالإضافة إلى أنه زعيم دخل في حرب العراق التي قسمت أوروبا. واجه قادة آخرون مثل يونكر معارضة طفيفة ما أدى إلى رفضهم أيضًا.

## أول رئيس دائم
في 19 نوفمبر 2009، عُيِّن هيرمان فان رومبوي، رئيس وزراء بلجيكا آنذاك، في منصب أول رئيس دائم للمجلس الأوروبي. اتُّخذ القرار الرسمي بشأن التعيين بعد دخول معاهدة لشبونة حيز التنفيذ في 1 ديسمبر 2009. قال رئيس الوزراء البريطاني، غوردون براون، إنه حصل على دعم بالإجماع من زعماء الاتحاد الأوروبي السبعة والعشرين في قمة بروكسل مساء يوم 19 نوفمبر 2009. وأشاد براون بفان رومبوي باعتباره «صانع التوافق بين الآراء» الذي «أحدث فترة من الاستقرار السياسي في بلاده بعد شهور من البلبلة». في مؤتمر صحفي بعد تعيينه، علّق فان رومبوي: «يجب أن تخرج كل دولة من المفاوضات منتصرةً، فالمفاوضات التي تنتهي بطرف مهزوم ليست مفاوضات جيدة على الإطلاق. سأراعي مصالح الجميع ومواضيعهم الحسّاسة. في وحدتنا تكمن قوتنا وفي تنوعنا تكمن ثروتنا» مشددًا على فردية الدول الأعضاء في الاتحاد الأوروبي.
كان أول اجتماع للمجلس برئاسة فان رومبوي تجمّعًا غير رسمي عُقد في مكتبة سولفاي في ليوبولد بارك بدلًا من التجمّع الرسمي المعتاد في مبنى جوستوس ليبسيوس القريب. أُجري الاجتماع للنظر في المشكلات الاقتصادية الهيكلية طويلة الأمد التي تواجه أوروبا، ولكن الأزمة الاقتصادية اليونانية طغت عليه.

## المهام والصلاحيات

### ما قبل 2009
أدّى رئيس دولة أو رئيس حكومة الدولة العضو التي تتولى رئاسة مجلس الاتحاد الأوروبي دور الرئيس الفعلي للمجلس الأوروبي المجتمِع. جرى التناوب على رئاسة المجلس كل ستة أشهر، ما عنى وجود رئيس جديد للمجلس الأوروبي مرتين في السنة.
كان الدور الذي يؤديه الرئيس الفعلي مجرد دور الأول بين نظرائه من رؤساء الدول أو رؤساء الحكومات الآخرين للدول الأعضاء في الاتحاد الأوروبي. لم يتمتع هذا الدور بصلاحيات تنفيذية ولم يكن بأي حال من الأحوال مكافئًا لدور رئيس الدولة، لأنه مسؤول بشكل أساسي عن التحضير لاجتماعات المجلس الأوروبي ورئاستها. ومع ذلك، كان الرئيس الفعلي يمثّل المجلس الأوروبي خارجيًا ويقدم التقارير إلى البرلمان الأوروبي بعد اجتماعاته وفي بداية الرئاسة وفي نهايتها.

### بعد عام 2009
أصبح دور الرئيس دورًا سياسيًا إلى حد كبير، إذ بات يحضّر أعمال المجلس الأوروبي، وينظِّم اجتماعاته ويرأسها، ويسعى لإيجاد توافق بين أعضائه ويقدّم التقارير إلى البرلمان الأوروبي بعد كل اجتماع؛ يكفل الرئيس أيضًا «على مستواه وبتلك الصفة، التمثيل الخارجي للاتحاد في القضايا المتعلقة بسياسته الخارجية والأمنية المشتركة، دون المساس بصلاحيات الممثل السامي للاتحاد للشؤون الخارجية والسياسة الأمنية». إن بعض التداخل بين أدوار رئيس المجلس الأوروبي ورئيس المفوضية والممثل السامي -على الأخص في السياسة الخارجية- يترك حالة من الارتياب بشأن مدى النفوذ الذي سيكتسبه رئيس المجلس الأوروبي. هناك مخاوف أيضًا بشأن هل سيكون لدى الرئيس ما يكفي من الموظفين والموارد لأداء مهام المنصب بشكل فعال؟ وفي حال عدم وجود وزارة، هل سيصبح الرئيس «ألعوبة» في أيدي قادة الاتحاد الأوروبي؟
مع إعادة تنظيم المناصب القيادية في الاتحاد الأوروبي بموجب معاهدة لشبونة، وُجِّهت بعض الانتقادات لكل منصب بمسؤوليات غامضة. أشاد السفير الأوكراني لدى الاتحاد الأوروبي أندري فيسيلوفسكي بإطار العمل الذي أوضحه بمصطلحاته الخاصة: يتحدث رئيس المفوضية الأوروبية باسم «حكومة» الاتحاد الأوروبي بينما يُعدّ الرئيس الجديد للمجلس الأوروبي «خبيرًا استراتيجيًا». يتخصص الممثل السامي في «العلاقات الثنائية» بينما يتناول المفوض الأوروبي لسياسة الجوار الأوروبي ومفاوضات التوسع المسائلَ الفنية مثل اتفاقية التجارة الحرة مع أوكرانيا، في حين يوضح رئيس البرلمان الأوروبي قيم الاتحاد الأوروبي.
وسّع رئيس المجلس الأوروبي نفوذه ليشمل السياسة المالية، وهو المجال الأهم الذي تُرك للرئاسة الدورية للمجلس، إذ شهدت الرئاسة الدورية تراجعًا في الصلاحيات أكبر مما كان مخططًا له سابقًا. تحتاج العديد من التعديلات التي طُرحت في معاهدة لشبونة إلى التجسيد من خلال التنفيذ العملي من قبل الجهات الفاعلة الحالية. حاولت الرئاسة الإسبانية دون جدوى رفض المنصب البارز لرئيس المجلس الأوروبي خلال الرئاسة الدورية الأولى لعام 2010، بينما شهد النصف الثاني من العام رئاسة بلجيكية دورية تميزت بضعف حكومة تصريف الأعمال التي لم ترفض هيرمان فان رومبوي السياسي البلجيكي. أعلنت الرئاسة البلجيكية الدورية أنها كانت تشغل «مقعدًا خلفيًا» فيما يتعلق بكل من رئيس المجلس الأوروبي والممثل السامي، ما أدى إلى تأجيج الآمال والهواجس من أجل طابع مجتمعي أكثر في كل من المجلس والسياسة الخارجية.

## وصلات خارجية
- الموقع الرسمي